# اصل خاستگاه افقی

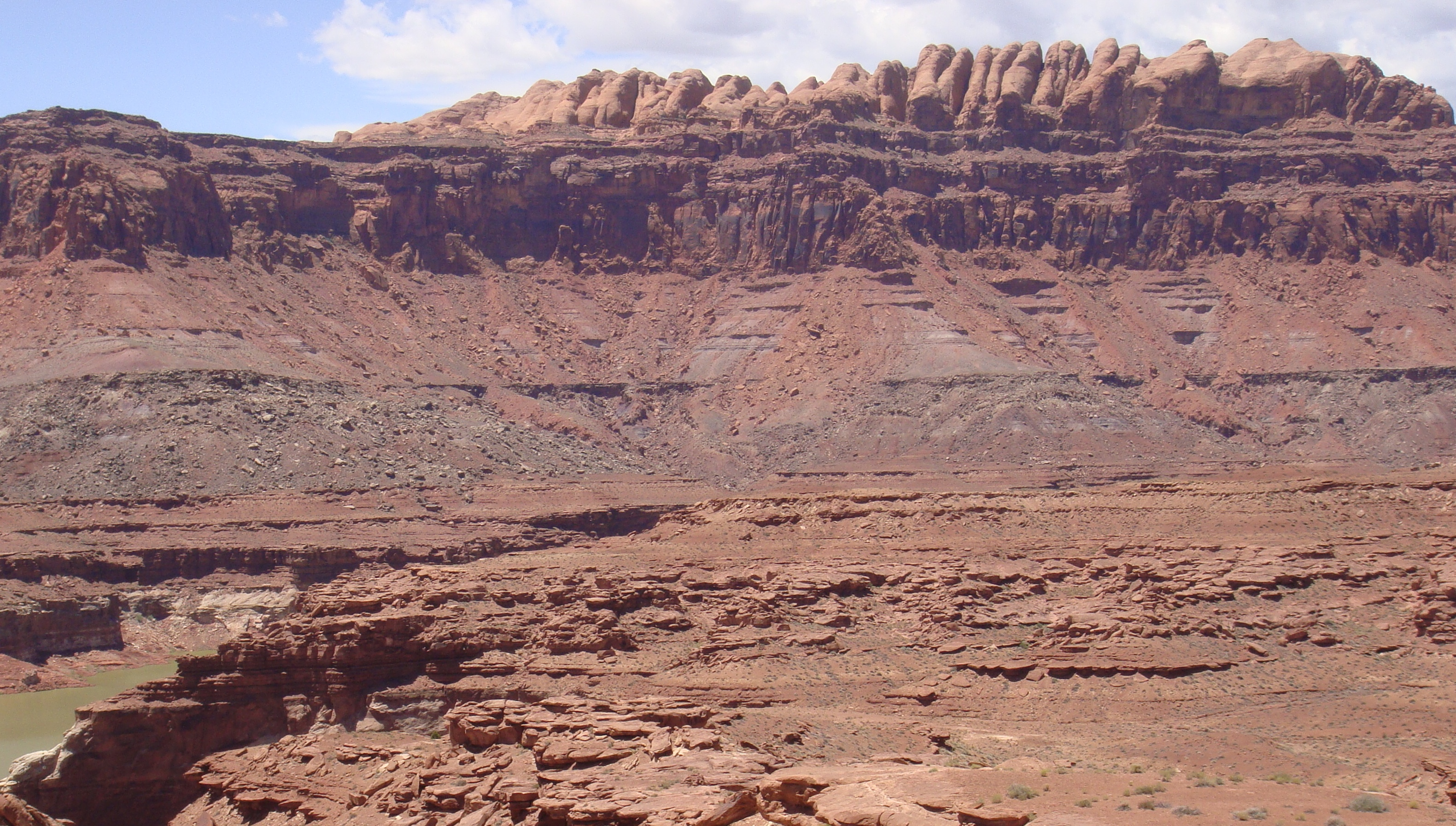
چینه‌نگاری پرمین از ژوراسیک در ناحیه فلات کلرادو در جنوب شرقی یوتا نمونه عالی از اصل افقی‌بودن است. این لایه‌ها بسیاری از سازندهای سنگی برجسته معروف را در مناطق حفاظت‌شده با فاصله وسیعی مانند پارک ملی کاپیتول ریف و پارک ملی کانیونلندز تشکیل می‌دهند. از بالا به پایین: گنبدهای گرد ماسه‌سنگ ناواهو، سازند Kayenta قرمز لایه‌ای، صخره‌ساز، به صورت عمودی، ماسه‌سنگ Wingate قرمز، شیب‌ساز، سازند Chinle ارغوانی، لایه‌ای، سازند Moenkopi با قرمز روشن‌تر، و سازند ماسه‌سنگ کاتلر سفید لایه‌ای. تصویر از منطقه تفریحی ملی گلن کانیون، یوتا

اصل خاستگاه افقی یا اصل خاستگاه افقی‌بودن (به انگلیسی: Principle of original horizontality)، بیان می‌کند که لایه‌های رسوبی در اصل به صورت افقی تحت اثر گرانش رسوب می‌کنند. این یک تکنیک تارخ‌گذاری نسبی است. این اصل برای تجزیه و تحلیل لایههای چین‌خورده و کج‌شده مهم است. نخستین بار توسط پیشگام زمین‌شناسی دانمارکی نیکلاس استنو (۱۶۳۸–۱۶۸۶) پیشنهاد شد.